# Kluitsla
Kluitsla is sla met een grondkluit. De sla wordt geteeld in een kas op watergoten. De sla wordt in een jong stadium in deze watergoten geplant en ontwikkelt een stevig wortelgestel in een kluit met aarde. De sla kan net als gewone sla het gehele jaar door geteeld worden. Doordat de sla wordt geleverd/verkocht met kluit, betekent dit dat de sla langer houdbaar en verser blijft dan afgesneden sla.  

## Varianten
Er zijn een diverse varianten beschikbaar:
- Salanova groen (groene botersla)
- Salanova rood (rode botersla)
- Multicolorsla
- Rode eikenbladsla
- Groene eikenbladsla
- Lollo Rossa
- Lollo Bionda
- Kropsla